# Hydraena masatakai
Hydraena masatakai är en skalbaggsart som beskrevs av Manfred A. Jäch och Díaz 2003. Hydraena masatakai ingår i släktet Hydraena och familjen vattenbrynsbaggar. Inga underarter finns listade i Catalogue of Life.